# Limbach-Oberfrohna
Limbach-Oberfrohna é um município da Alemanha, situado no distrito de Zwickau, no estado da Saxônia. Tem 50,17 km² de área, e sua população em 2019 foi estimada em 23.895 habitantes.